# Fédération nationale des syndicats des ouvriers et employés du Liban
La Fédération nationale des syndicats des ouvriers et employés du Liban (Fenasol), est une confédération syndicale libanaise formée en 1944 et autorisée depuis 1966. Elle est affiliée à la Fédération syndicale mondiale (FSM) depuis 1945.

## Histoire
Le premier président du syndicat, Mustafa el Aris, est arrêté en janvier et novembre 1948. La Fenasol, syndicat proche du Parti communiste libanais, s'est séparée en 2012 de la Confédération générale des travailleurs libanais (CGTL), décriée pour ses pratiques clientélistes et ses positions conservatrices. En 2015, la fédération soutient la création du syndicat des travailleurs domestiques.

## Activités
La fédération est organisée comme une structure confédérale, regoupant des fédérations de branches et des syndicats de branche et de région, elle est présente dans les secteurs de l'hôtellerie, métallurgie, chimie, textile, construction, bois, mais pas dans le secteur de l'enseignement qui est autonome. Elle tient son congrès tous les 4 ans.

## Syndicats affiliés
- Syndicat des travailleurs domestiques du Liban